# Шаш (Суња)
Шаш је насељено место у општини Суња, у Банији, Сисачко-мославачка жупанија, Хрватска.

## Историја
До територијалне реорганизације у Хрватској налазио се у саставу бивше велике општине Сисак. Шаш се од 1991. до августа 1995. године налазио у Републици Српској Крајини.

## Становништво
На попису становништва 2011. године, Шаш је имао 307 становника.

### Број становника по пописима
| Националност   | 2001. | 1991. | 1981. | 1971. | 1961. | 1953. | 1948. | 1931. | 1921. | 1910. | 1900. | 1890. | 1880. | 1869. | 1857. |
| бр. становника | 394   | 735   | 807   | 849   | 961   | 973   | 949   | 1.003 | 939   | 958   | 837   | 634   | 581   | 537   | 516   |

### Национални састав
| Националност       | 2001.        | 1991.        | 1981.        | 1971.        | 1961.        |
| Хрвати             | 312 (79,18%) | 79 (10,74%)  | 94 (11,64%)  | 107 (12,60%) | 137 (14,25%) |
| Срби               | 77 (19,54%)  | 601 (81,76%) | 677 (83,89%) | 704 (82,92%) | 821 (85,43%) |
| Југословени        | 0            | 40 (5,44%)   | 28 (3,46%)   | 29 (3,41%)   | 0            |
| остали и непознато | 5 (1,26%)    | 15 (2,04%)   | 8 (0,99%)    | 9 (1,06%)    | 3 (0,31%)    |
| Укупно             | 394          | 735          | 807          | 849          | 961          |

## Попис 1991.
На попису становништва 1991. године, насељено место Шаш је имало 735 становника, следећег националног састава:
| Попис 1991.‍  | Попис 1991.‍  | Попис 1991.‍ | Попис 1991.‍ | Попис 1991.‍ |
| ------------ | ------------ | ----------- | ----------- | ----------- |
|              |              |             |             |             |
| Срби         | Срби         |             | 601         | 81,76%      |
| Хрвати       | Хрвати       |             | 79          | 10,74%      |
| Југословени  | Југословени  |             | 40          | 5,44%       |
| Словенци     | Словенци     |             | 1           | 0,13%       |
| неопредељени | неопредељени |             | 14          | 1,90%       |
| укупно: 735  |              |             |             |             |

## Извор
- ЦД-ром: „Насеља и становништво РХ од 1857-2001. године“, Издање Државног завода за статистику Републике Хрватске, Загреб, 2005.